# Jimmys vrickade värld
Jimmys vrickade värld (originaltitel: Out of Jimmy's Head) är en amerikansk TV-serie som hade premiär år 2007. Serien skapades av Adam Pava och Timothy McKeon och visas på Cartoon Network.

## Handling
Jimmy blir påkörd av ett tåg och tvingas genomgå en hjärntransplantation. Med den nya hjärnan på plats börjar Jimmy drabbas av hallucinationer av tecknade figurer som ständigt följer med honom vart han än går. 
Jimmys syster är en alien som hans mamma hittade. Systerns pojkvän är en varulv Hans mamma är astronaut. Hon äger även ett rymdskepp, som hans pappa gillar att flyga - det går inte särskilt bra när han gör det, dock.
Trots allt detta försöker Jimmy leva ett normalt liv, men det är inte särskilt lätt.

## Om serien
"Jimmys vrickade värld" var den första serien som inte är tecknad som hade premiär på Cartoon Network. Det är även den första av deras serier som använder sig av ett laugh track. Serien är baserad på filmen Re-Animated.

## Rollista i urval
- Dominic Janes - Jimmy
- Jon Kent Ethridge - Craig
- Rhea Lando - Yancy
- Matt Knudsen - Sonny
- Ellen Greene - Dolly Gopher
- Tom Kenny - Tux
- Jonina Gable - Becky